# Колегаєв Андрій Лукич
Колегаєв Андрій Лукич (1887 — 1937) — революційний діяч Російської імперії та Російської республіки, державний діяч Радянської Росії. Один із лідерів партії лівих соціалістів-революціонерів. Нарком землеробства РСФРР. Нарком землеробства УСРР (1919).